# 提濟馬赫迪

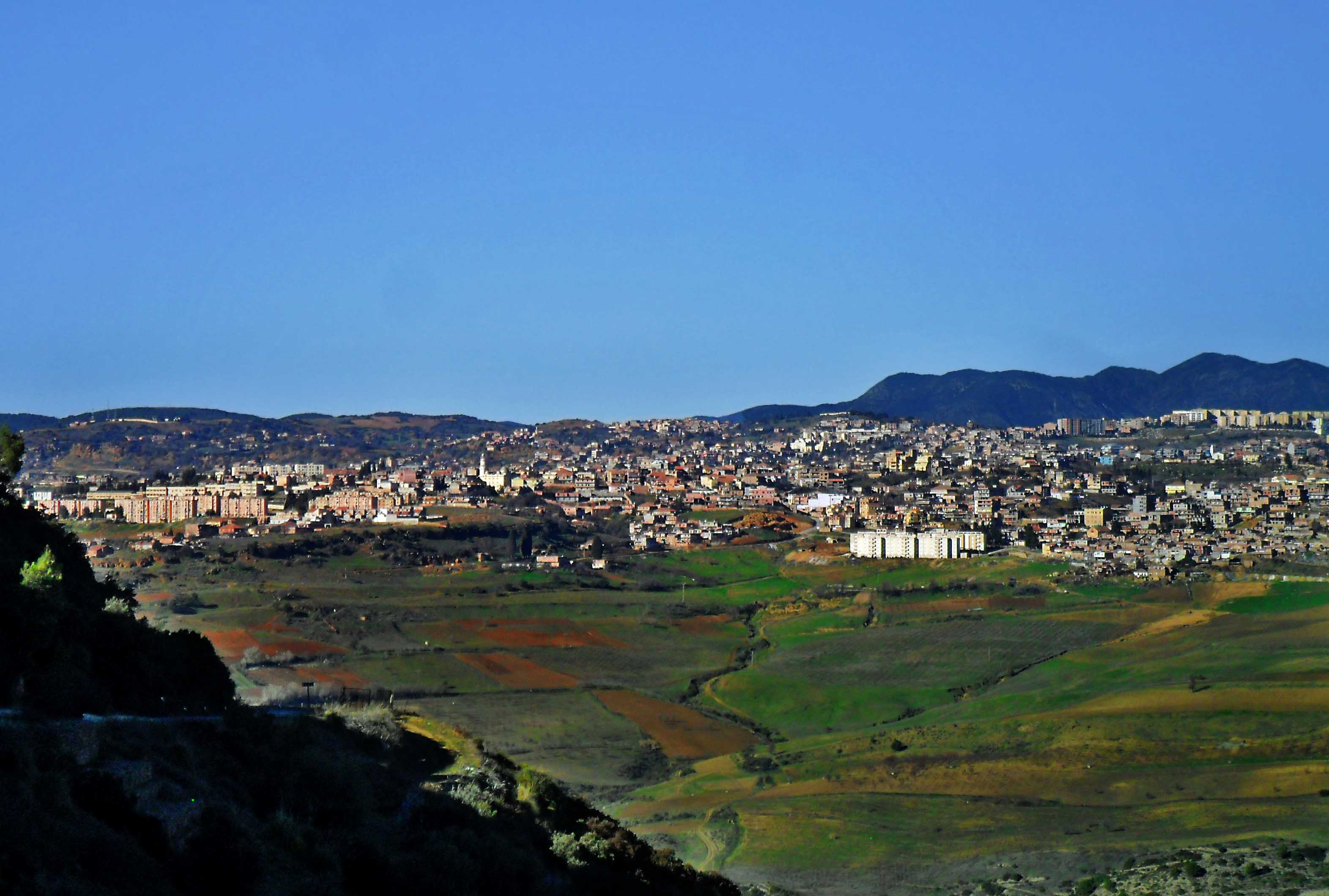
提濟馬赫迪

提濟馬赫迪（阿拉伯语：‎），是阿爾及利亞的城鎮，位於該國北部麥迪亞省，由烏宰拉區負責管轄，面積38平方公里，2008年人口2,655，人口密度每平方公里70人。